# Noeve Grafx
Noeve Grafx est une collection de la maison d'édition Noeve, lancée en 2020. Elle est spécialisée dans l'édition de livres d'art et de mangas, avant d'être placée en redressement judiciaire et de stopper ses activités en 2024. Le 23 juin 2025, la maison d'édition publie une annonce sur X annonçant leur retour et la reprise de leur catalogue.

## Historique
Bertrand Brillois commence dans l'édition de livres d'art, notamment à destination promotionnelle lors d'évènements pour lesquelles des entreprises souhaitaient créer un objet spécifique avec lequel les invités pourraient repartir. Ce travail l'a amené à côtoyer des éditeurs généralistes japonais, qui éditaient aussi des mangas. C'est ainsi qu'en septembre 2020, la collection Noeve Grafx est créée, avec comme premiers titres annoncés Veil, Spe-ope, Arrête de me chauffer, Nagatoro, ou encore Rent-A-Girlfriend. Les mangas de l'éditeur comportent des cartes promotionnelles en cadeau, des points fidélité à utiliser sur leur site internet (cette fonctionnalité ne sera finalement jamais mise en oeuvre, le site n'ouvrant que le 13 mars 2024) et des inserts en papier comme pour les mangas publiés au Japon. 
Fin 2020, Noeve Grafx annonce avoir acquis les droits du manga Tsugumomo pour une sortie en 2021. Cette annonce suscite diverses polémiques liées au contenu du manga, qui présente des situations érotiques et de nudité mettant en scène des personnages mineurs dans un contexte comique, contenu parfois qualifié de pédopornographie sans que l'éditeur ne présente ce titre comme adulte. La sortie du manga est finalement annulée au printemps 2021. L'éditeur plaide une « erreur de jeunesse » concernant sa communication, et Bertrand Brillois déclarera plus tard regretter cette polémique et toujours vouloir sortir le titre, même en version censurée et malgré les critiques. 
Au printemps 2022, l'éditeur lance une collection nommée « XS », vendant des titres à très bas coût comparativement au reste du marché (3.95 euros par volume), sans jaquette, mais promettant une qualité de fabrication dans les standards du milieu. La première vague (avril 2022) comprenait les séries Hôzuki le stoïque, Coppelion et Elegant Yokai Apartment Life, et la seconde (juillet 2022) Mardock Scramble, Sweetness & Lightning et Peach Boy Riverside. Le manga Capeta, initialement prévu dans la troisième vague pour automne 2022, paraît finalement en mai 2023 en dehors de la collection, et donc à 7.95 euros. Les séries Aho Girl et Are you lost?, annoncées en 2022, ne sont pas encore parues. 
En janvier 2023, Noeve Grafx fait plusieurs annonces liées à l'augmentation des coûts de production, notamment concernant le maintien des prix, l'arrêt des cartes et points à collectionner accompagnant les tomes et la mise en pause de la collection à petit budget « XS ».
En avril 2023, Noeve Grafx rebaptise sa maison d'édition parallèle « Ono Manga », consacré aux « thématiques matures », en « XPLICIT » pour éviter la confusion avec la plateforme de webtoon du même nom d'Izneo. Les titres sont publiés sous le label « Noeve Grafx XPLICIT ».
En octobre 2023, le collector du tome 4 de Veil prévu de longue date se retrouve par inadvertance en librairies dans une version incomplète (il manque la plaque acrylique et une carte à collectionner mais la seconde carte et les trois tirés à part sont bien présents dans le coffret). Via un post sur Twitter du 04 octobre 2023 l'éditeur demande aux personnes les ayant achetés de les rapporter à leur libraire pour obtenir la version complète. Or avec le retour de Noeve en 2025 tous les projets de collector sont annulés, le collector 4 n'est donc jamais officiellement sorti même si des exemplaires de la version incomplète sont en circulation.   
Après plusieurs semaines sans nouvelle sortie (les dernières remontant au mois de mai 2024) ni communication, Noeve Grafx annonce en juillet 2024 que la maison d'édition va procéder à une restructuration durant l'été et reprendra ses sorties à la rentrée. En parallèle, Bertrand Brillois crée sans communication deux entreprises, destinées respectivement à la fabrication et la revente de jouets et jeux japonais (We Are Tokyo) et à l'édition musicale (Soundweve).
Le 19 septembre 2024, la société Noeve est placée en redressement judiciaire, sans que celle-ci ne communique plus d'informations sur ses réseaux,. 
Le 23 juin 2025, la maison d'édition publie un post sur X annonçant être présent à la Japan Expo de 2025 et, par la même occasion, la reprise de leur catalogue et leur rachat par IDP. L'éditeur indique sur Instagram que la collection XS n'est pas reconduite, les séries de cette dernière déjà entamées paraîtront désormais au prix classique de 6.95 euros, et celles annoncées mais non parues (Aho Girl et Are you lost?) rejoindront la collection normale. Les nouveautés de l'éditeur sont disponibles en avant première à la Japan Expo 2025 avant leur parution officielle en septembre 2025.

## Catalogue
Dernière mise à jour : juillet 2023.

## Documentation